# Quality Chess
Quality Chess es una editorial dedicada a la publicación de libros de ajedrez, fundada el 2004 por tres ajedrecistas: el MI Ari Ziegler, y los GMs Jacob Aagaard y John Shaw. La empresa tiene su sede en Glasgow.
A diferencia de otras editoriales, su actividad se centra en la calidad de las publicaciones, más que en la cantidad. En 2005, su libro Learn from the Legends: Chess Champions at Their Best (“Aprender de las leyendas: lo mejor de los campeones de ajedrez”) del GM Mihail Marin ganó el premio “Libro del año” de Chesscafe.com y en 2007 el libro San Luis 2005: How Chess Found Its Champion ("San Luis 2005: Cómo el ajedrez encontró a su campeón") de Alik Gershon e Igor Nor ganó el premio “Libro del año 2007” de la Federación Inglesa de Ajedrez.

## Libros publicados
- Marin, Mihail (2004). Learn from the Legends: Chess Champions at Their Best. Quality Chess. ISBN 91-975243-2-8;
- Rogozenko, Dorian (2005). Sveshnikov Reloaded. Quality Chess. ISBN 91-975243-5-2;
- Aagaard, Jacob (2006). Practical Chess Defence. Quality Chess. ISBN 91-975244-4-1;
- Gershon, Alik; Nor, Igor (2006). San Luis 2005: How Chess Found Its Champion. Quality Chess. ISBN 91-976005-2-0;
- Marin, Mihail (2007). A Spanish Opening Repertoire for Black. Quality Chess. ISBN 91-976005-0-4;
- Marin, Mihail (2007). Beating the Open Games. Quality Chess. ISBN 91-976004-3-1;
- Vigorito, David (2007). Challenging the Nimzo-Indian. Quality Chess. ISBN 978-91-976005-5-2;
- Vigorito, David (2007). Play the Semi-Slav. Quality Chess. ISBN 91-85779-01-6;
- Aagaard, Jacob (2008). The Attacking Manual: Basic Principles. Quality Chess. ISBN 978-91-976004-0-8;
- Aagaard, Jacob (2010).The Attacking Manual 2: Technique and Praxis. Quality Chess. ISBN 978-91-976004-1-5.
- Marin, Mihail; Garrett, Yuri. Reggio Emilia 2007/2008.  Quality Chess, 2009. ISBN 978-1-906552-32-9.
- Karolyi, Tibor; Aplin, Nick. Genius in the Background.  Quality Chess, 2009. ISBN 978-1-906552-37-4.